# SOLO-Taxonomie

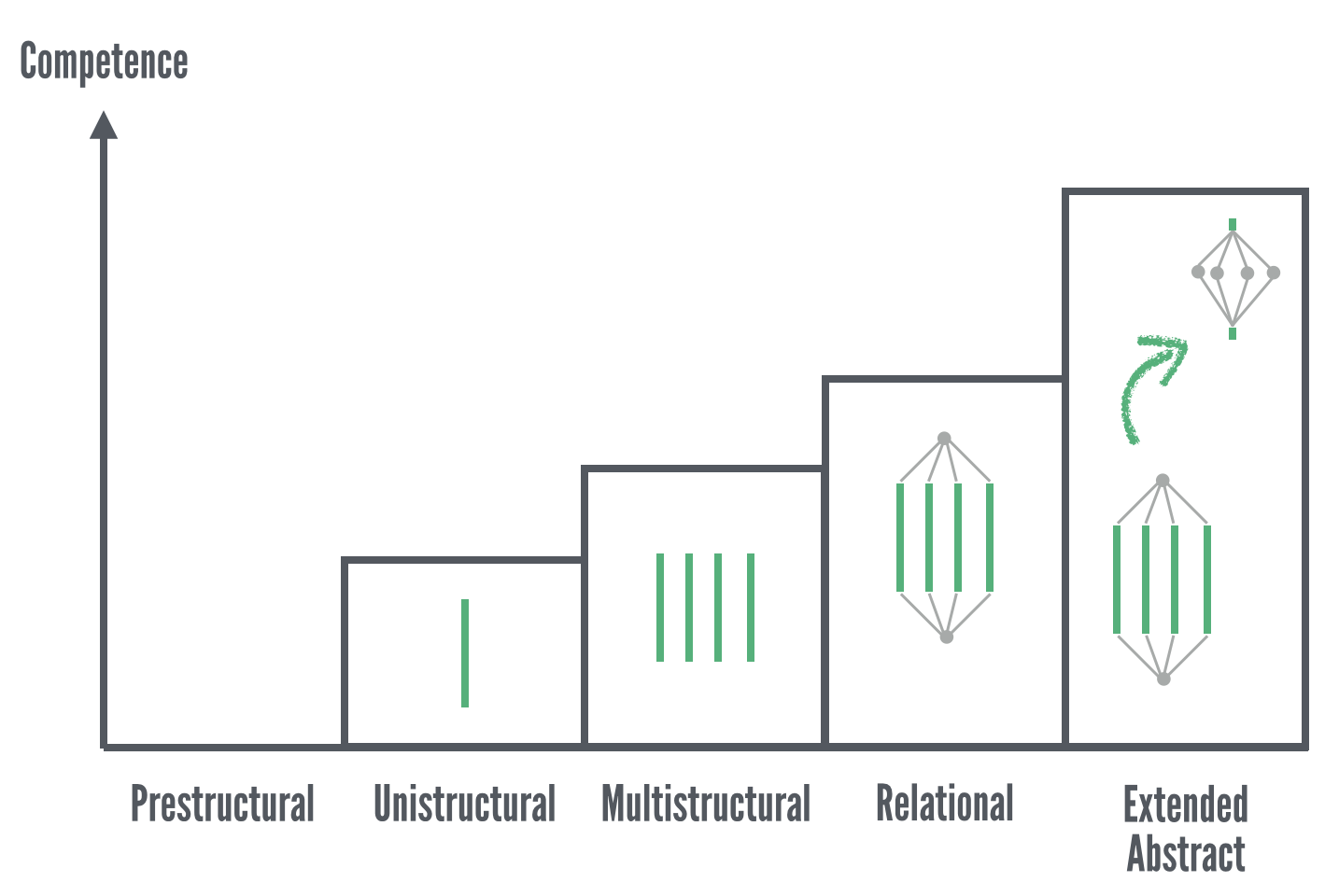
Diagramm, das einen Überblick über den SOLO-Taxonomie-Ansatz gibt.

Die SOLO-Taxonomie (Structure of Observed Learning Outcomes, zu Deutsch: Struktur der beobachteten Lernergebnisse) ist ein Modell, das die zunehmende Komplexität des Verständnisses Lernender für ein Thema beschreibt. Es wurde von John B. Biggs und Kevin F. Collis vorgeschlagen und wird zur Beschreibung von Lernzielen verwendet.
Das Modell umfasst fünf Verständnisebenen:
- Vorstrukturell (pre-structural) – Die Aufgabe wird nicht angemessen angegangen; Lernende haben den Sinn nicht wirklich verstanden und gehen zu einfach vor. Lernende, die sich in der vorstrukturellen Phase des Verständnisses befinden, antworten auf Fragen in der Regel mit irrelevanten Kommentaren.

- Unistrukturell (uni-structural) – Die Antwort Lernender konzentriert sich nur auf einen einzigen relevanten Aspekt. Lernende, die sich in der uni-strukturellen Phase des Verständnisses befinden, geben in der Regel zum Teil relevante, aber vage Antworten, denen es an Tiefe fehlt.

- Multistrukturell (multi-structural) – Die Antwort Lernender konzentriert sich auf mehrere relevante Aspekte, die jedoch als unabhängig voneinander wahrgenommen werden. Lernende, die sich auf dieser Stufe befinden, kennen das Konzept vielleicht nur bruchstückhaft, wissen aber nicht, wie sie es darstellen oder erklären sollen.

- Relational (relational) – Die verschiedenen Aspekte sind zu einem kohärenten Ganzen integriert. Diese Stufe wird normalerweise mit einem angemessenen Verständnis eines Themas gleichgesetzt. Auf der relationalen Stufe können die Lernende verschiedene Muster erkennen und ein Thema aus unterschiedlichen Perspektiven betrachten.

- Erweitert abstrakt (extended abstract) – Das zuvor integrierte Ganze kann auf einer höheren Abstraktionsebene konzeptualisiert und auf ein neues Thema oder Gebiet verallgemeinert werden. In diesem Stadium können Lernende die Konzepte aus dem Unterricht im wirklichen Leben anwenden.

Anwendung findet die SOLO-Taxonomie unter anderem im schulpädagogischen Ansatz des Deeper Learning. Gegenüber der in den USA verbreiteten Bloomschen Taxonomie (zuerst 1956) ist die empirische Beobachtbarkeit von Lernergebnissen (Operationalisierung) bedeutender.